# Marta Varriale
Marta Varriale (Bagno a Ripoli, 30 agosto 1994) è una calciatrice italiana, difensore della Res Roma.

## Carriera
Nata a Bagno a Ripoli nel 1994, ha iniziato a giocare a calcio a dieci anni, quando, andando a vedere gli allenamenti del fratello, l'allenatore le chiese di provare. Dopo un'avventura di qualche anno con i maschi, riceve la chiamata del Firenze, con cui ha esordito a 14 anni in Serie A2 femminile (ora non più esistente) e a 17 in Serie A.  Il 15 dicembre 2011, a Scandicci, le viene assegnato il riconoscimento "Notte del Pallone rosa - Premio Maria Nisticò" (1ª Edizione). 
Nel 2013 passa al Castelfranco e disputa due stagioni di Serie B prima che l'Empoli FC entri nella società per acquisirla. Viene confermata anche dopo il passaggio societario da Castelfranco a Empoli Ladies. Nel 2017 riceve e accetta la chiamata del ChievoVerona Valpo. Dopo due stagioni in Veneto, fa ritorno in Toscana, nuovamente all'Empoli. Nella stagione 2019-20 le azzurre, neopromosse in Serie A, sono la sorpresa del campionato e Varriale è protagonista di quel traguardo. Con il cambio di guida tecnica, nella stagione 2020-21, non trova molto spazio e il primo dicembre scorso ha dato l'addio al club empolese. Il 3 dicembre 2020 viene ufficializzato il suo passaggio alla Riozzese Como.
Nel luglio 2021 si è trasferita al Pomigliano, neopromosso in Serie A. Ha giocato per il Pomigliano per una sola stagione, conclusasi con la conquista della salvezza, per poi trasferirsi all'Apulia Trani, società neopromossa in Serie B 2022-2023. Dopo aver disputato i primi mesi del campionato all'Apulia Trani, a metà dicembre 2022 si è trasferita alla Lazio, capolista della Serie B.
Dopo una stagione e mezza alla Lazio, culminate con la promozione in Serie A, si è trasferita alla Res Roma, continuando a giocare in Serie B.

## Palmarès
- Campionato italiano di Serie B: 2

Empoli Ladies: 2016-2017
Lazio: 2023-2024